# 雷台观
雷台观，位于中国甘肃省武威市凉州区，为一个省级文物保护单位，类型为近现代重要史迹及代表性建筑。
雷台观的历史年代为民国。